# Joaquim Jordà
Joaquim Jordà Català (Santa Coloma de Farnés, 9 de agosto de 1935-Barcelona, 24 de junio de 2006) fue un cineasta español.

## Biografía
Licenciado en Derecho por la Universidad de Barcelona, más tarde se trasladó a la Escuela de Cine de Madrid, y en 1952 viajó a París para entrar en el entorno de la Cinematheque. Allí se encontró, entre otros, con Éric Rohmer, François Truffaut, Claude Chabrol o Jacques Rivette, y adquirió la conciencia política que marcó su obra.
En 1958 ingresó en el Instituto de Investigaciones y Experiencias Cinematográficas. Colaboró en las revistas Acento Cultural, Cinema Universitario y Nuestro Cine, y trabajó como ayudante de dirección, script, jefe de producción e incluso actor, trabajando para cineastas como Carlos Durán y Pere Portabella. Fue junto con el productor y realizador Jacinto Esteva creador y teórico de la Escuela de Cine de Barcelona, de la que también eran miembros Gonzalo Suárez, Vicente Aranda o José María Nunes. 
En 1961 dirigió su primer corto, El día de los muertos, junto a Julián Marcos. En 1966 codirigió junto a Jacinto Esteva el largometraje Dante no es únicamente severo, considerada ejemplo de las propuestas renovadoras de la Escuela de Barcelona. 
A finales de los sesenta y tras dificultades económicas y de censura residió en Italia hasta 1973. Allí realizó diversos filmes de carácter militante o alternativo, como Lenin vivo (1970), o I tupamaros ci parlano. También rodó algunas películas combativas sobre el régimen en Portugal. Ya de regreso a España dirigió una colección de libros de cine, se dedicó de lleno a la traducción literaria y colaboró como guionista de Vicente Aranda en filmes como Cambio de sexo (1977), El Lute: camina o revienta (1987) y El Lute II: mañana seré libre (1988) y la serie de televisión Los jinetes del alba. Entre los textos que traduce, y fruto de su estancia en Italia, podemos destacar la primera traducción fechada de los Elementos de crítica homosexual (1979), de Mario Mieli.
A partir de 1980 se dedicó plenamente al cine, y concretamente al documental: Numax presenta (producido con la caja de resistencia de los obreros en huelga de la fábrica Numax), El encargo del cazador (sobre los últimos años de Jacinto Esteva), De niños (sobre el barrio de El Raval), Monos como Becky, codirigida junto a Nuria Villazán (sobre la lobotomía) y Veinte años no es nada (segunda parte de Numax presenta).
Rodó también Un cuerpo en el bosque (Un cos al bosc, 1996), una personal, atractiva y curiosa comedia erótico-policíaca que en muchos aspectos puede considerarse su primera película de ficción.
Fue galardonado a título póstumo con el Premio Nacional de Cinematografía del año 2006.
Fallecido el 24 de junio de 2006 en Barcelona a los 70 años de edad.

## Premios
- Premio Nacional de Cine de Cataluña (2000)
- Premio Nacional de Cinematografía (2006).
- Medalla del Círculo de Escritores Cinematográficos a la labor como documentalista (2006).[1]

## Filmografía
- Director

- 1960 - Día de muertos
- 1966 - Dante no es únicamente severo. Junto a Jacinto Esteva, siendo también guionista
- 1969 -

- Portogallo Paese Tranquilo
- Maria Aurelia Capmany parla d'un lloc entre els morts
- L’altra Chiesa

- 1980 - Numax presenta
- 1990 - El encargo del cazador
- 1996 - Un cuerpo en el bosque (Un cos al bosc)
- 1999 - Monos como Becky (Mones com la Becky), junto a Nuria Villazán
- 2004 - De niños (De nens)
- 2005 - Veinte años no es nada (continuación de Numax presenta)
- 2006 - Más allá del espejo

- Guionista

- 1964 - Antes de anochecer. Dirigida por Germán Lorente
- 1975 - Último deseo. Guion junto a Vicente Aranda. Dirigida por León Klimovsky
- 1985 -

- Golfo de Vizcaya, de Javier Rebollo
- La vieja música, de Mario Camus

- 1987 -

- Así como habían sido, de Andrés Linares
- El Lute: camina o revienta, de Vicente Aranda

- 1988 - El Lute II: mañana seré libre, de Vicente Aranda
- 1995 - Alma gitana
- 1997 - Un cos al bosc